# Piero della Francesca
Piero della Francesca (Toszkána, Borgo San Sepolcro (ma Sansepolcro), 1420 k. – 1492. október 12.) a korai reneszánsz, az itáliai quattrocento festészetének mestere, matematikus és művészetelméleti író. Festményeit a letisztult humanizmus, a geometrikus formák használata és különösen a perspektíva és a rövidülések mesteri ábrázolása jellemzik.

## Élete és művészete
Életéről kevés adat maradt fent. Fiatalkorában valószínűleg a San Sepolcróban dolgozó sienai művészek egyikétől tanult. 1439 körül Piero Domenico Venezianóval a Santa Maria Nuova kórház freskóin dolgozott Firenzében. Szintén alkotott Riminiben, Ferrarában és Rómában, műveinek legtöbbje Arezzóban született. Az adatok szerint nagy szerepet játszhatott szülővárosa közéletében mint a városi tanács tagja. Giorgio Vasari szerint élete utolsó éveiben megvakult. Annyi bizonyos, hogy végrendeletét már 1487. július 5-én megírta, és későbbi műveiről nincs tudomásunk.
Több jelentős munkája, amelyekkel kivívta a kortársak elismerését, mára elveszett, elpusztult. Főleg freskói voltak a pusztulás veszélyének kitéve: a római faliképeit azért verték le, hogy Raffaello művének helyet készítsenek. Az arezzói Szent Ferenc-templomban viszont fennmaradt a Szent Kereszt legendáját ábrázoló freskósorozata, és szülővárosában a Krisztus feltámadása című freskója, amelynek monumentalitása, geometriai megszerkesztettsége szinte összefoglalása életművének.
A Szent Kereszt legendája della Francesca fő műve és az egyetemes freskóművészet egyik legjelentősebb remekműve. Elkészítése hosszú évekig tartott. A restaurálása 2001-ben, 15 évnyi munka után fejeződött be. Az elegáns vonalvezetés, a színvilág, a tiszta kompozíció és az alakok ünnepélyessége ma is lenyűgöző. Az egységesen komponált freskókon jól megfigyelhető nagyszerű emberábrázolása, jellegzetes, a reneszánsz szépségeszményt megtestesítő női figurái, méltóságteljes férfijai.
A Federico da Montefeltro urbinói herceg számára több festményt is készített, s ezek közül kiemelkedik Piero della Francesca két legismertebb alkotása, a hercegi párról készített portré. A Federico da Montefeltróról és Battista Sforzáról készült diptichon már egy új szemléletű portréfestés alkotása, és egyben a korai reneszánsz portréfestészetének csúcsa. A portrék hátoldalán a hercegi pár diadalmenetét ábrázolta a festő.
Piero della Francesca mindig mély érdeklődést mutatott a perspektíva és a geometria kérdései iránt, s vizsgálódásainak eredményét alkalmazta művein. Ő volt az első, aki a perspektíva problémáit a matematika segítségével oldotta meg. Kompozícióit a geometria törvényei és esztétikai törvényszerűségek szerint alkotta meg, s emellett a valóság realista ábrázolására, a reneszánsz szépségeszmény kifejezésére törekedett. Ez teszi őt a quattrocento művészetének egyik legjelentősebb mesterévé, aki olyan művészek hagyományait folytatta, mint Giotto és Masaccio, és aki utat mutatott cinquecento festőinek. Tanítványai közé tartozik Luca Signorelli és Pietro Perugino éppúgy, mint Luca Pacioli matematikus.

## Művei

### Képei

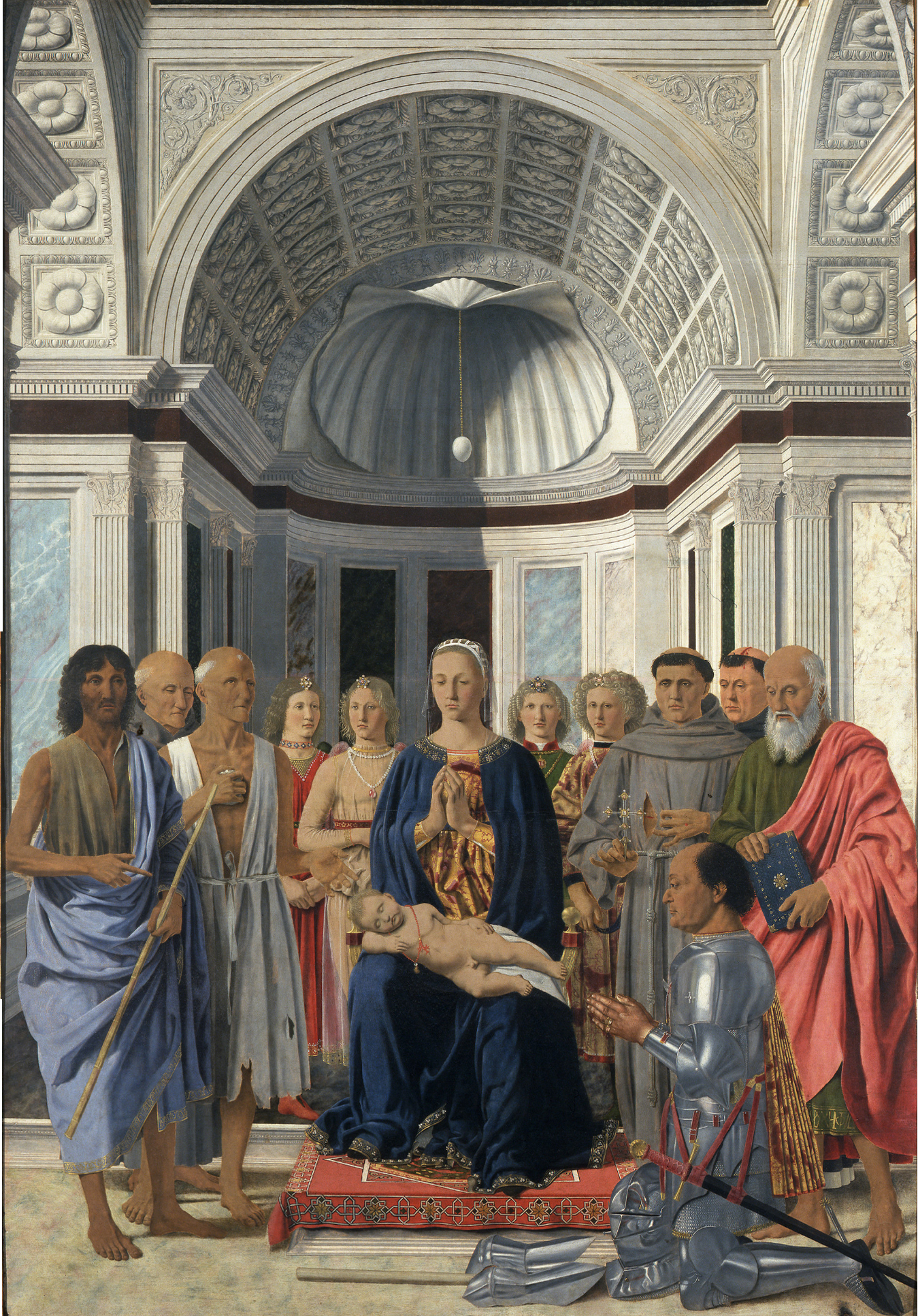
Szent beszélgetés (Sacra conversazione) – Mária Gyermekével, hat szenttel, négy angyallal és Federico da Montefeltro urbinói herceggel, Milánó, Galleria di Brera. Szűz Mária feje felett, az apszis kagylódíszére egy strucctojás van felfüggesztve, amely egyaránt szimbolizálhatja az univerzum négy elemét, a teremtést és a szeplőtelen fogantatást is

- Krisztus megkorbácsolása, 1460 körül, Urbino, Galleria Nazionale della Marche
- Madonna della Misericordia (A könyörületesség Madonnája), 1445–1462, Sansepolcro, Palazzo Communale
- Krisztus a keresztfán, Sansepolcro, Palazzo Communale
- Amadi Jeromos donátor Szent Jeromos előtt, Velence, Gallerie dell’Accademia
- Jézus megkeresztelése, 1442, London, National Gallery
- Sigismondo Pandolfo Malatesta Szent Zsigmond előtt, 1451, freskó, Rimini, Tempio Malatestiano
- A Szent Kereszt legendája, freskósorozat, 1466 körül, Arezzo, Szent Ferenc-templom[12]
- Ádám halála
- Salamon király és Sába királynőjének találkozása
- Konstantin álma
- Az igazi kereszt megtalálása
- Hérakleiosz és Kroszroész csatája
- Krisztus feltámadása, 1463, Sansepolcro, Palazzo Communale
- Federico da Montefeltro, 1465–1466, Firenze, Uffizi
- Battista Sforza, 1465–1466, Firenze, Uffizi
- Mária gyermekkel és két angyallal, Urbino, Galleria Nazionale della Marche
- Krisztus születése, London, National Gallery
- A várandós Madonna, 1467 körül, Monterchi, temetőkápolna
- Mária Magdolna, Arezzo, Szent Ferenc-templom
- Senigalliai Madonna, Urbino, Galleria Nazionale della Marche
- Szent beszélgetés – Mária gyermekével, hat szenttel, négy angyallal és Federico da Montefeltro urbinói herceggel, Milánó, Brera

### Matematikai és geometriai munkái
- Tanulmány az abakuszról (Trattato d'Abaco),
- Rövid könyv a szabályos testekről (Libellus de Quinque Corporibus Regularibus)
- A festmények perspektívájáról (De Prospectiva Pingendi)

## Képgaléria

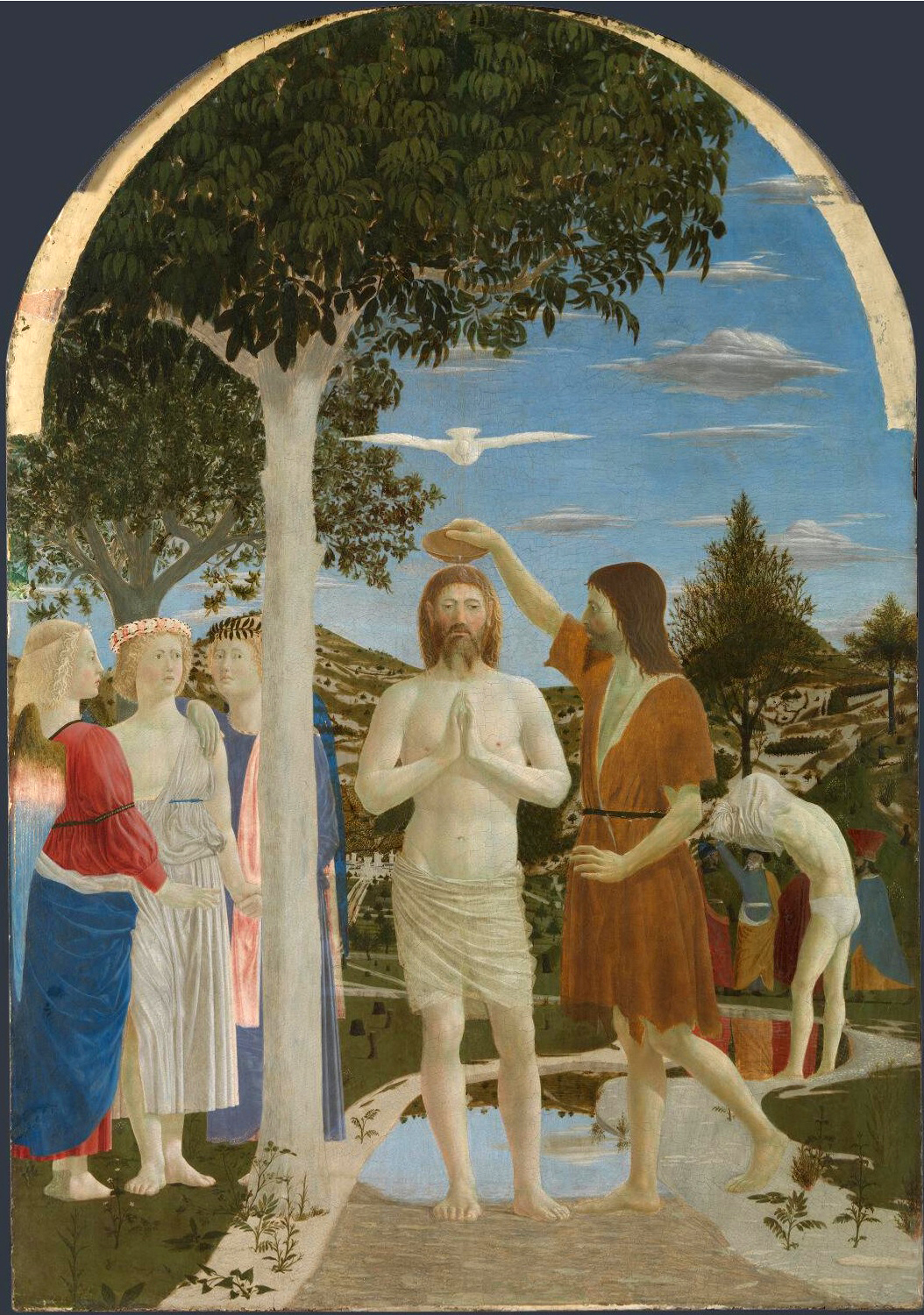
Vízkereszt (1448-1450 k. National Gallery, London)
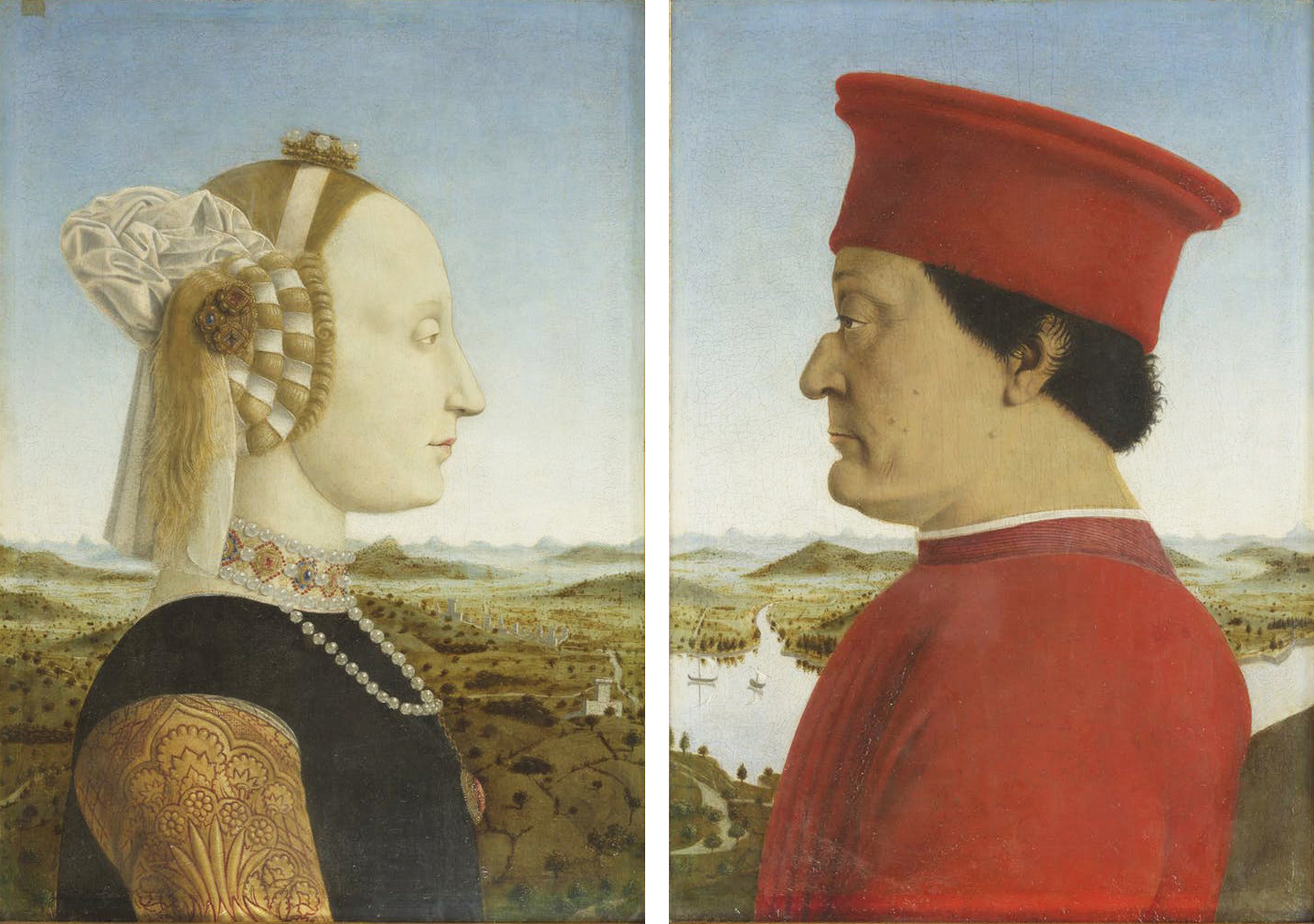
Federico da Montefeltro és Battista Sforza portréja
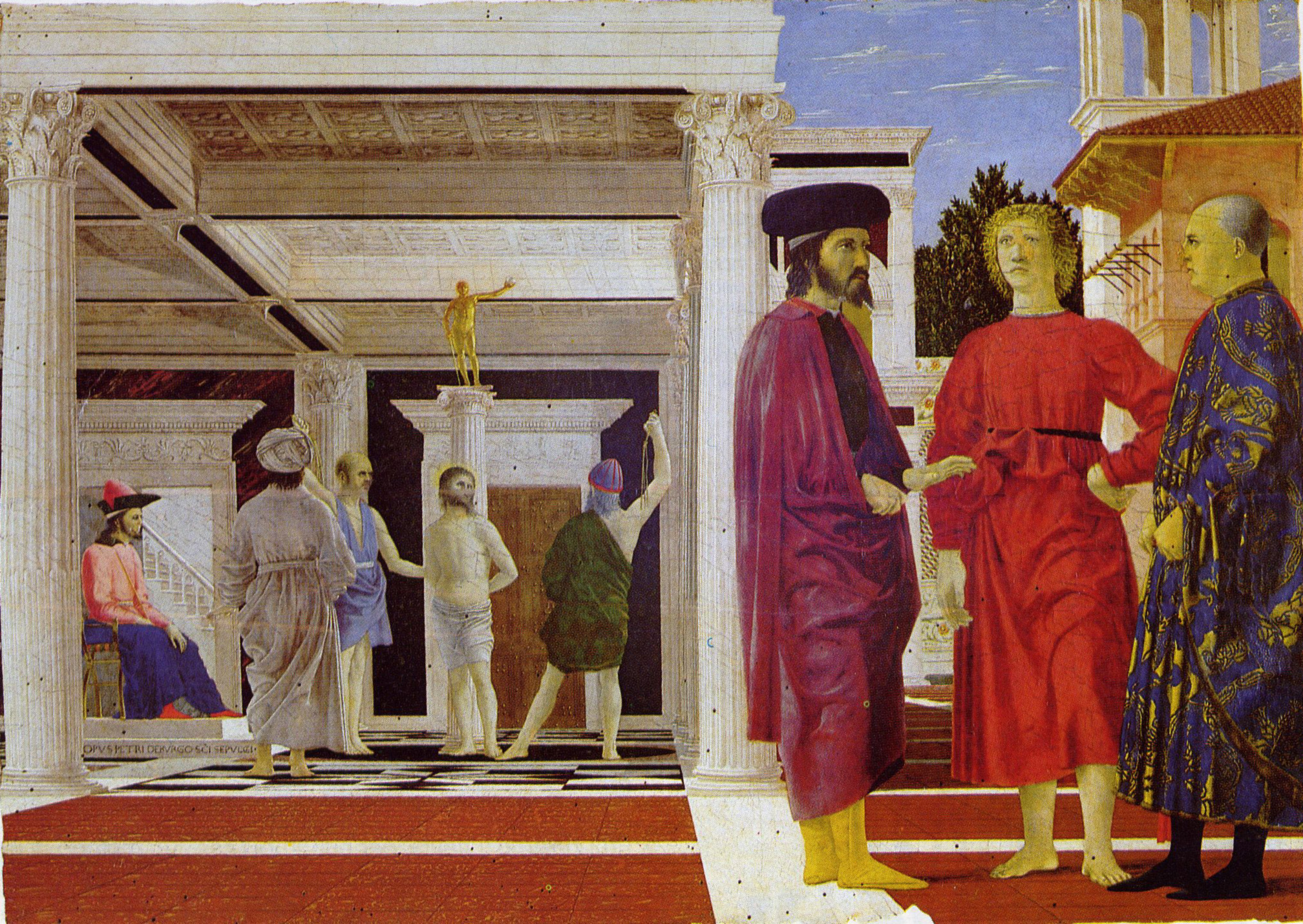
Jézus ostorozása, 1455-60 k., Urbínó

Szent Ferenc bazilika, Arezzo. A Legenda aurea (Arany legenda) elbeszélés gyűjteményben lévő Megszentelt kereszt legendája című történetet elmesélő freskó főbb epizódjai: Sába királynőjének látogatása Salamonnál, Hérakleiosz bizánci császár csatája Koszroész perzsa királlyal, Constantinus álma, Constantinus győzelme Maxentius fölött, Helena császárné megtalálja a keresztet, A Szent Kereszt felmagasztalása.

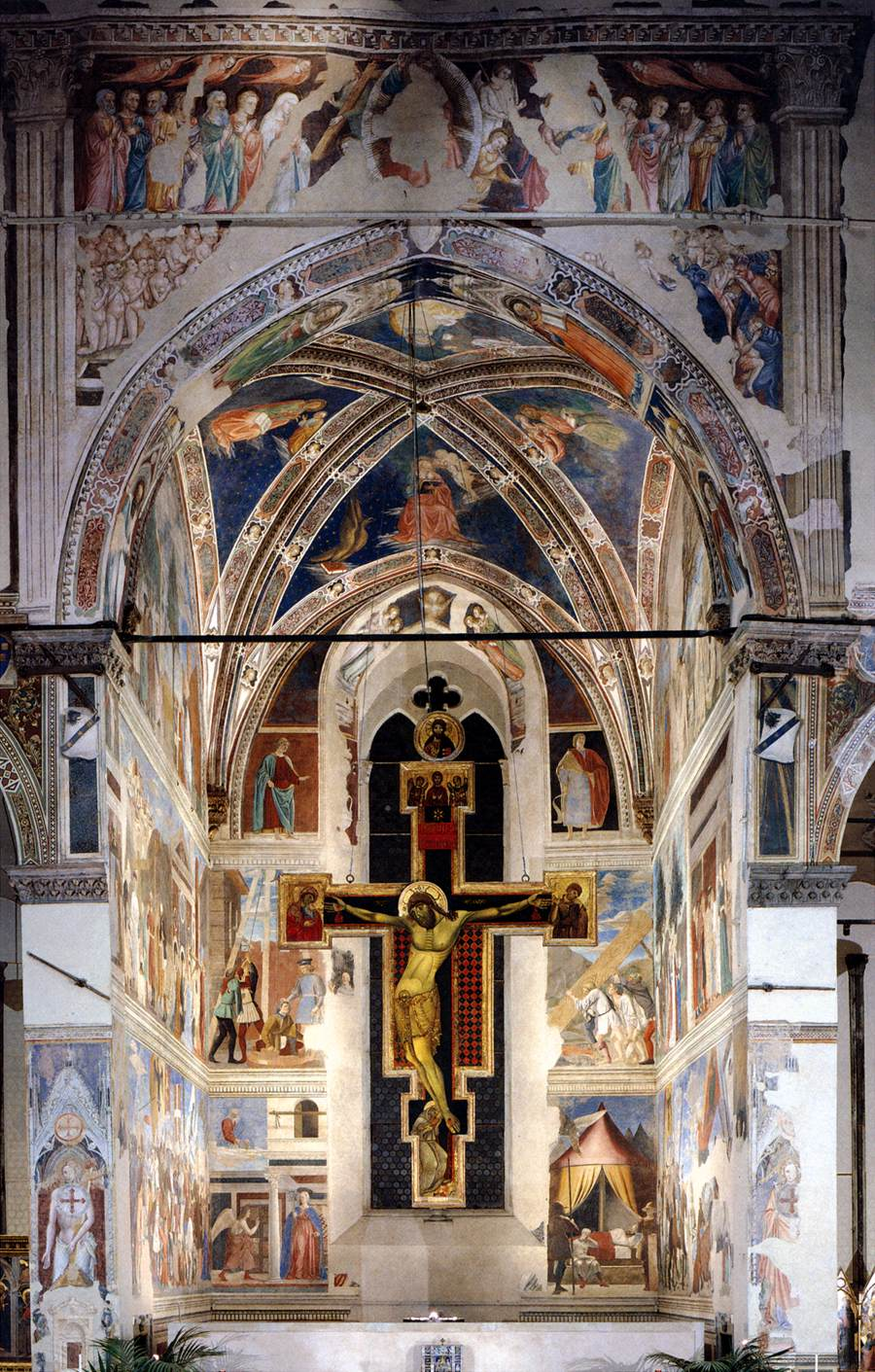
Megszentelt kereszt legendáját elmesélő freskó faliképei az arezzói Szent Ferenc-templomban
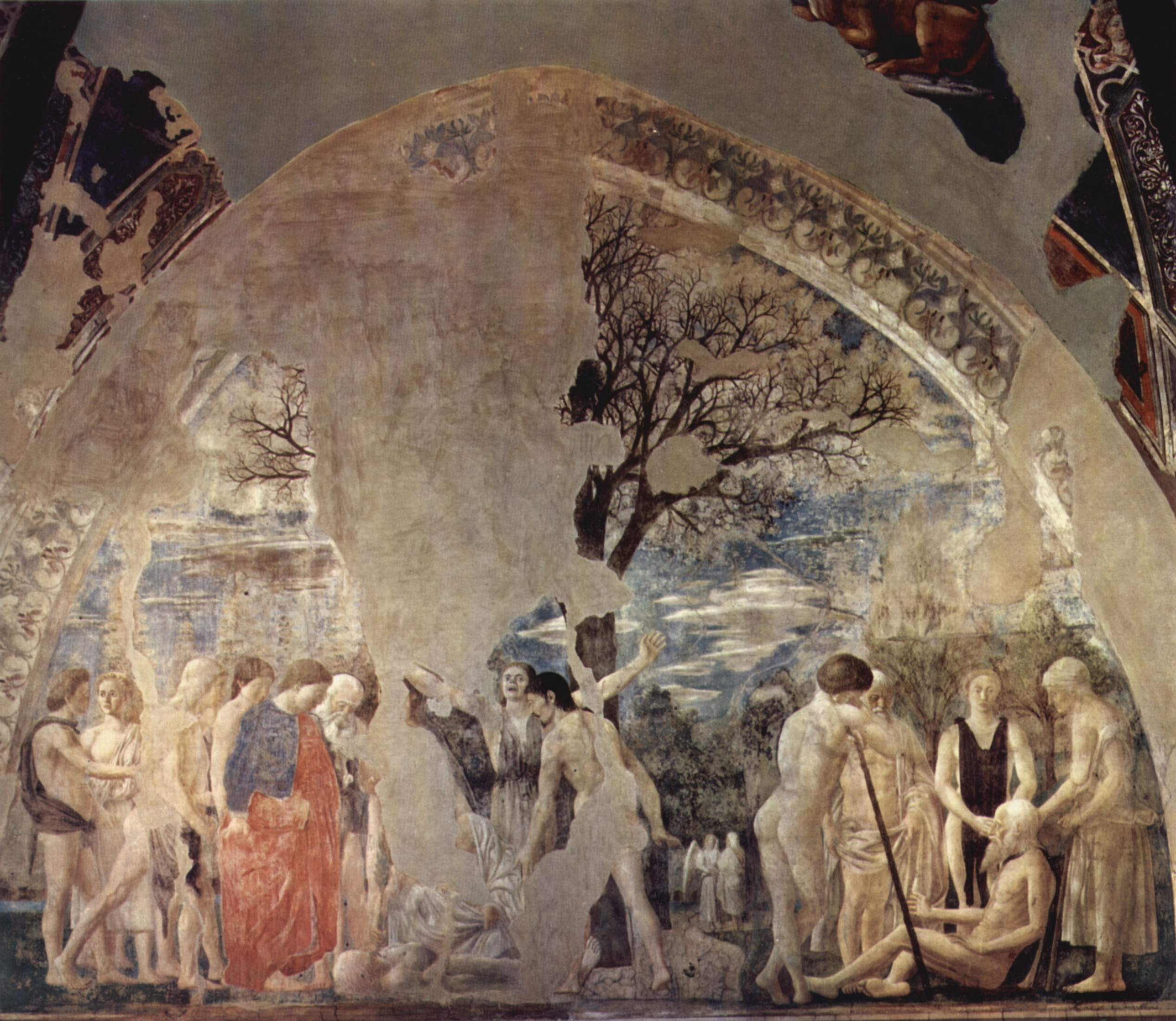
Ádám halála
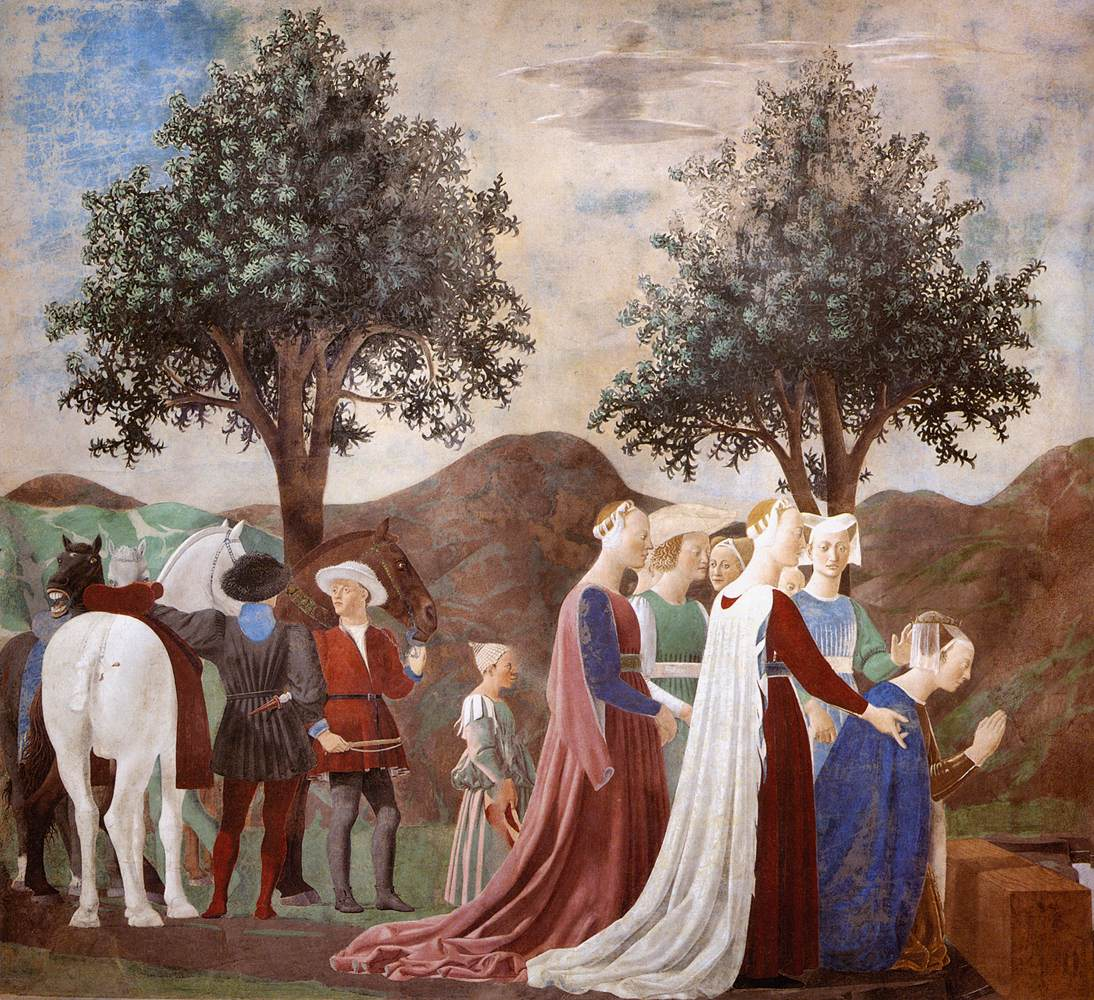
Sába királynője letérdel a kereszt fája előtt
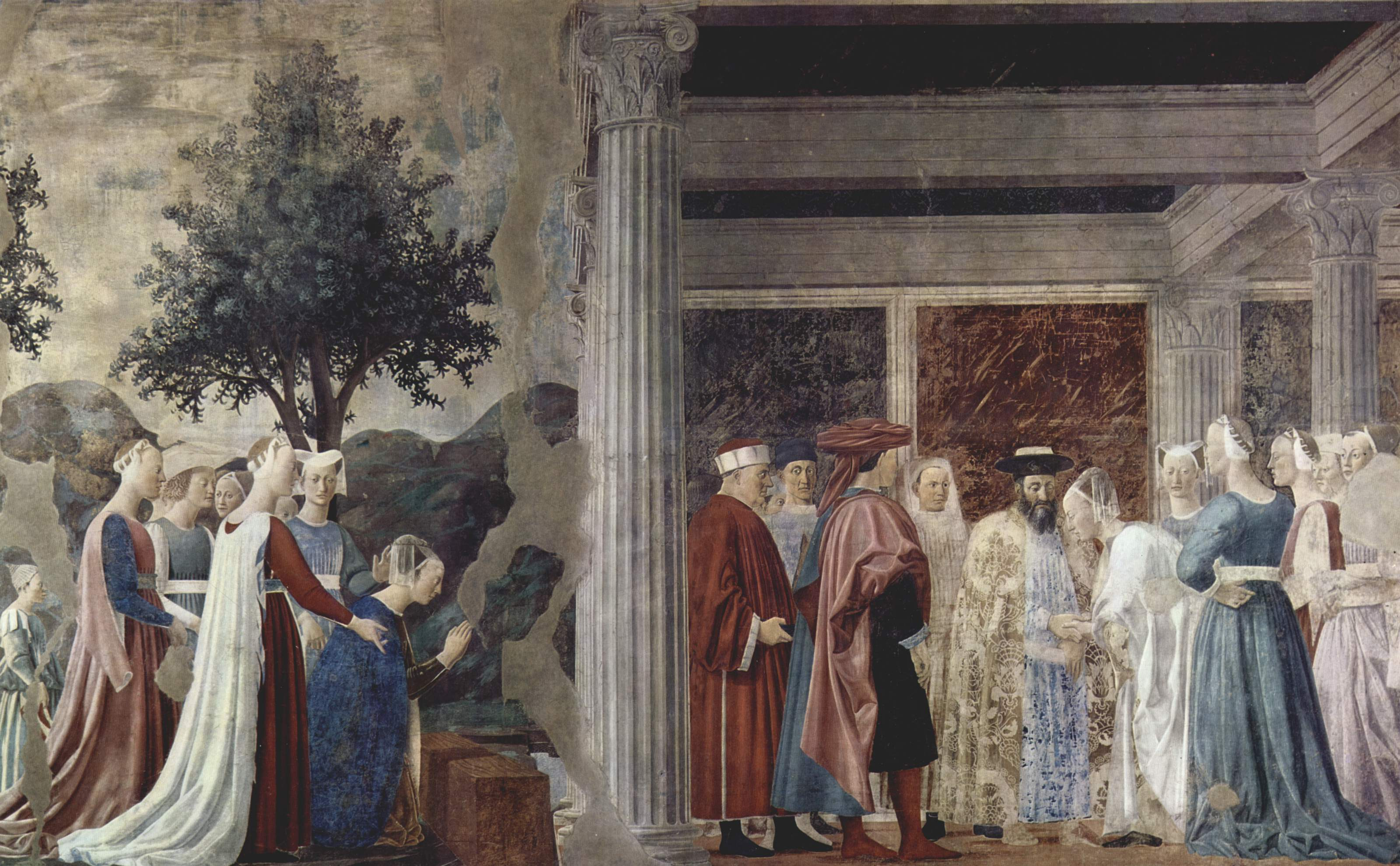
Sába királynőjének látogatása Salamonnál
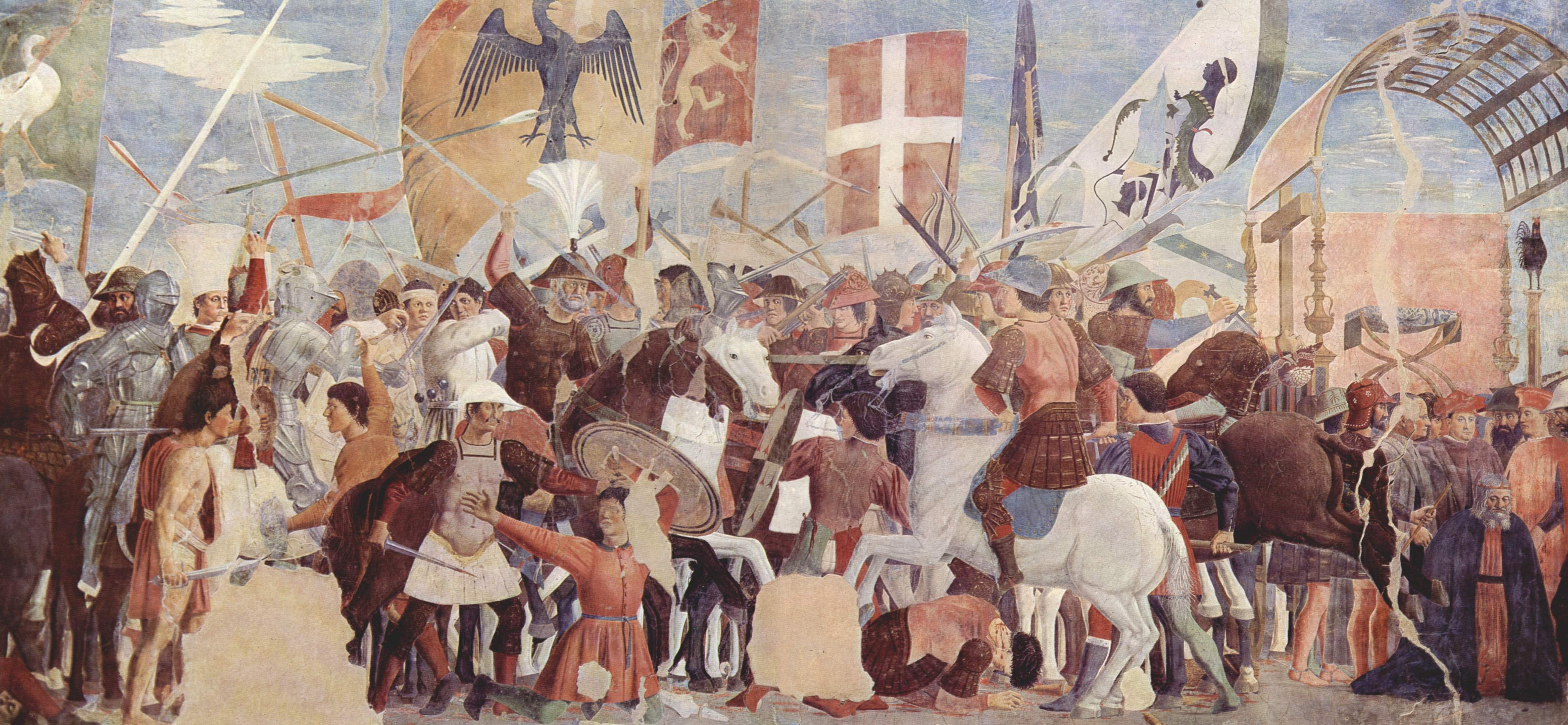
Hérakleiosz csatája Koszroész perzsa királlyal epizód, Szent Ferenc-bazilika, Arezzo
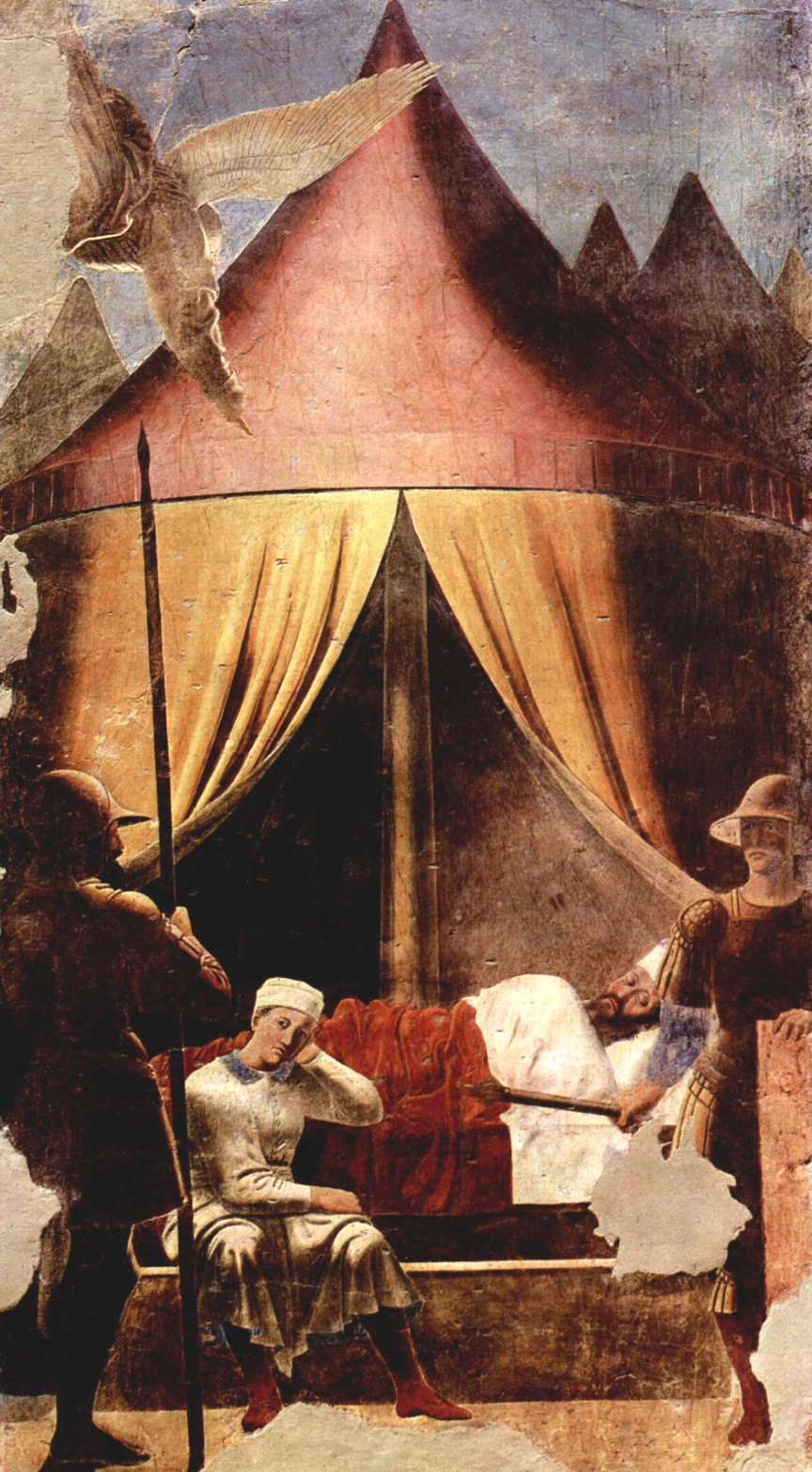
Constantinus álma
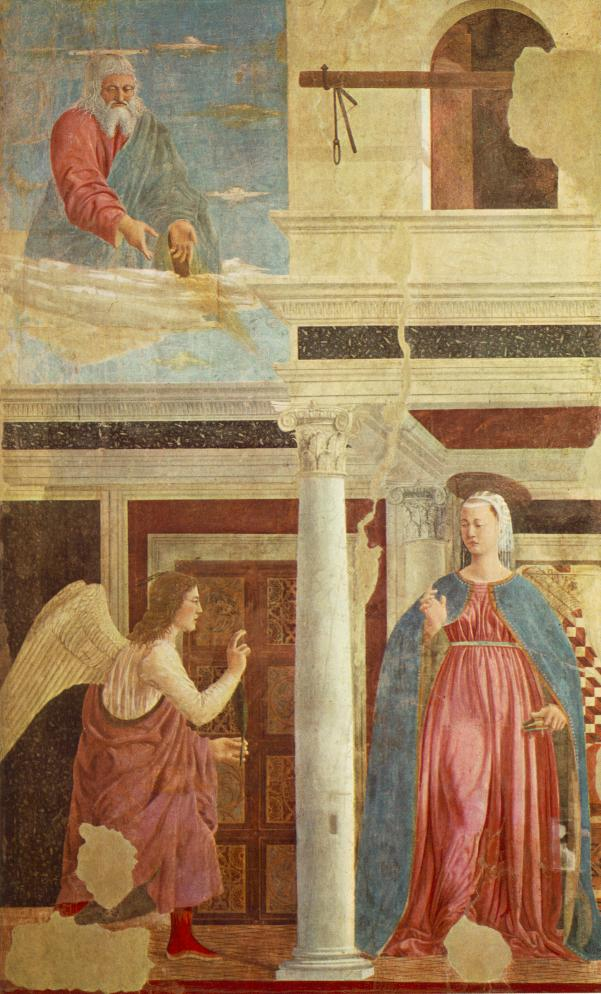
Angyali üdvözlet
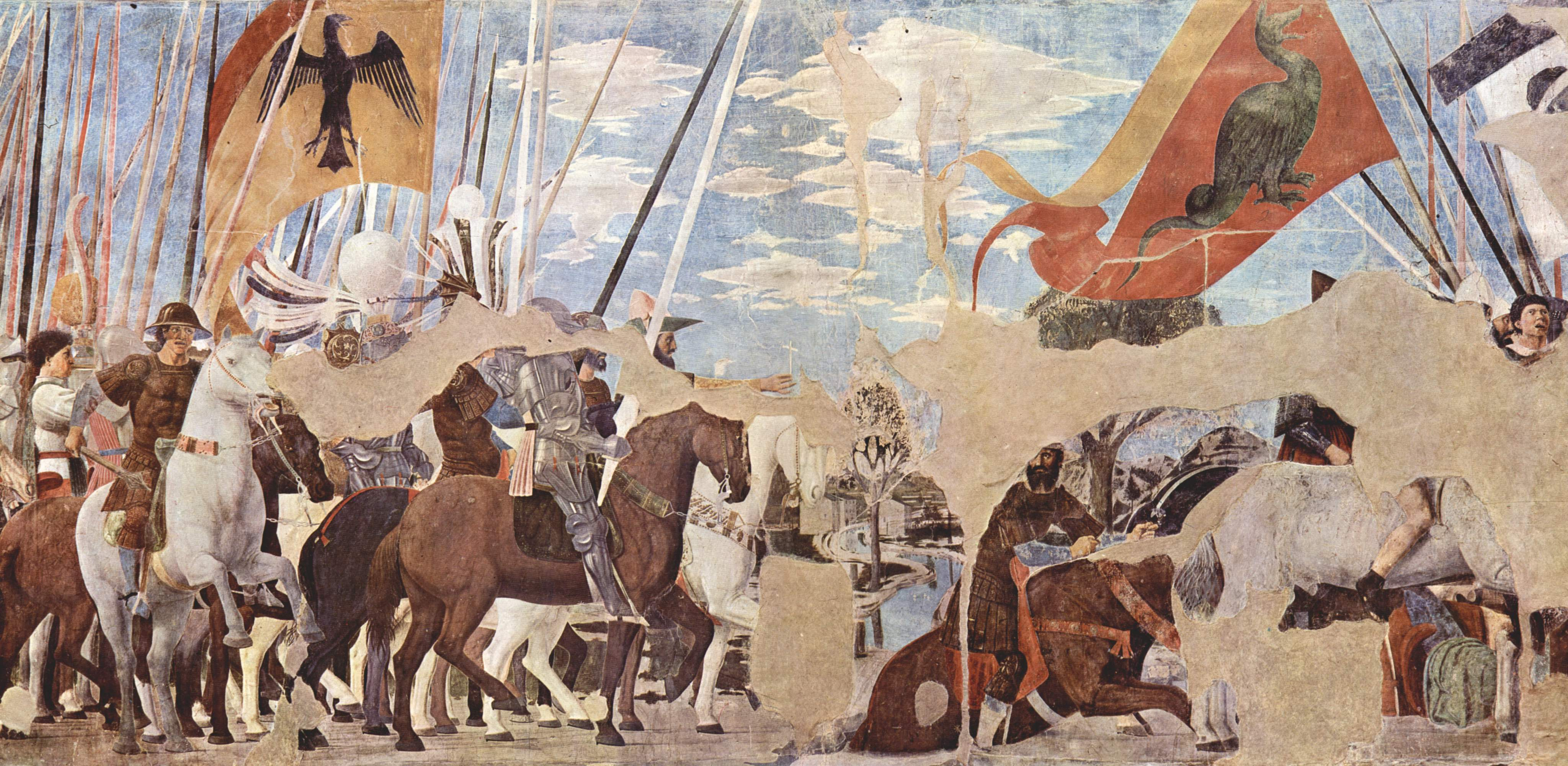
Constantinus győzelme Maxentius fölött
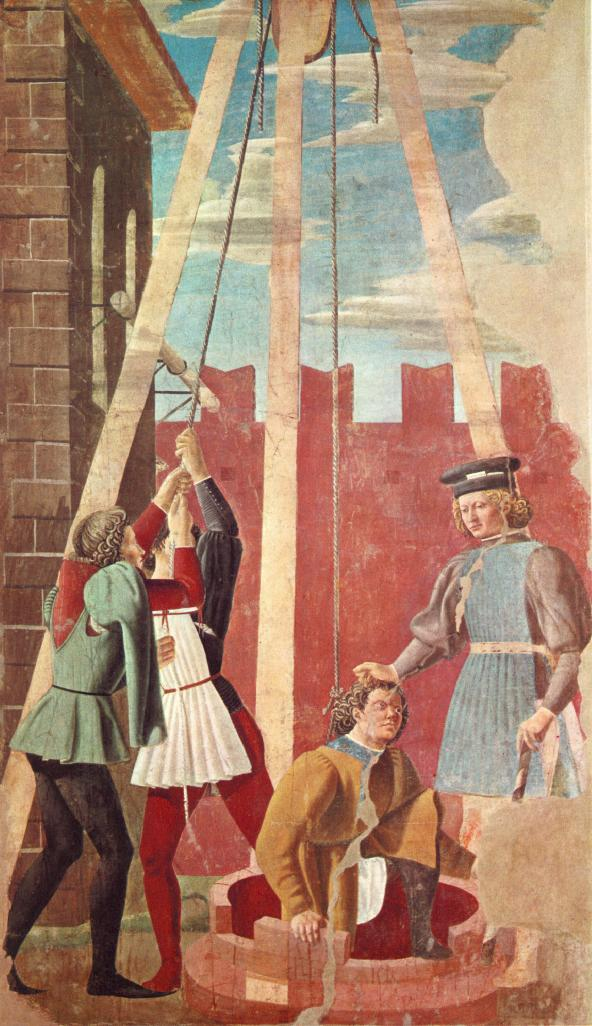
A zsidó Júdás kínzása
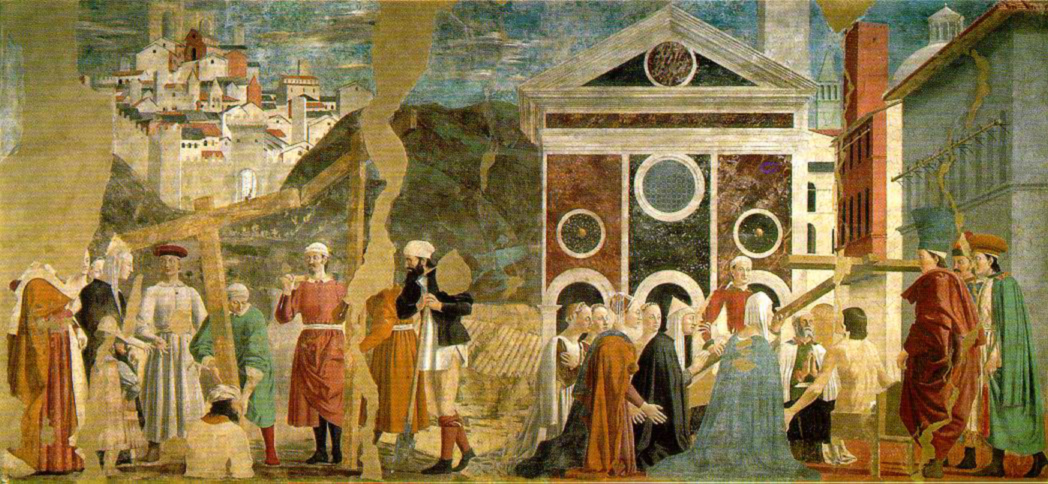
Helena császárné megvizsgáltatja a három keresztet
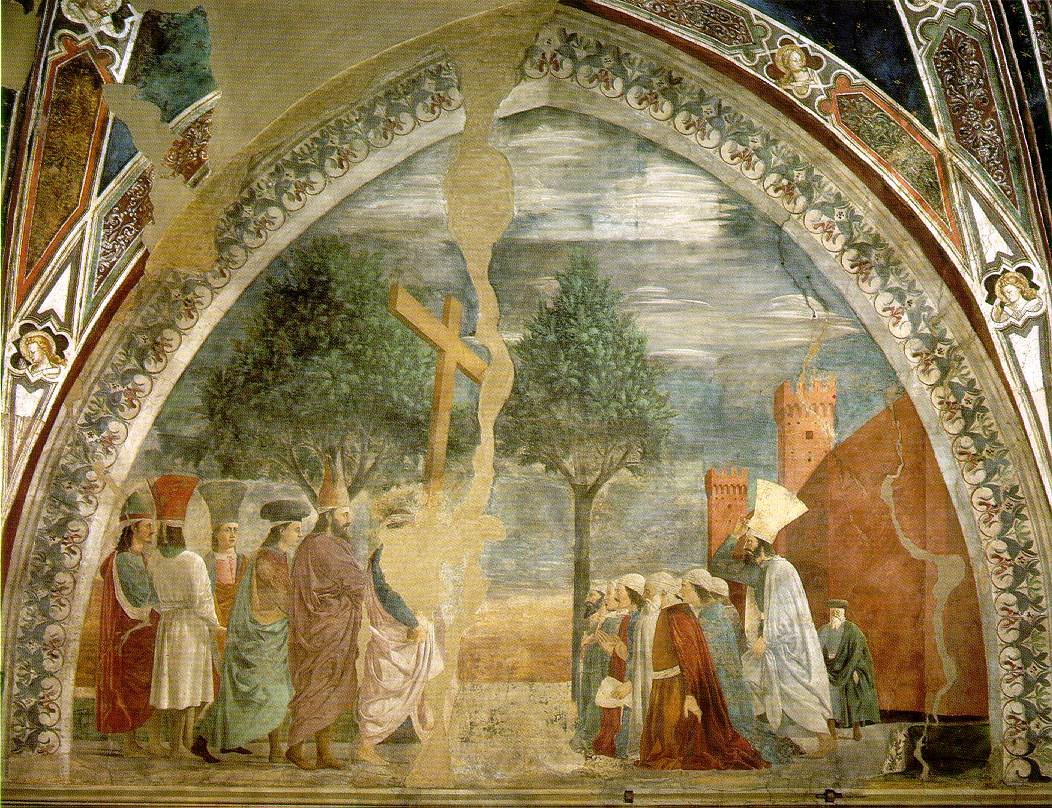
A Szent Kereszt felmagasztalása